# Alucita major
Alucita major är en fjärilsart som beskrevs av Hans Rebel 1905. Alucita major ingår i släktet Alucita och familjen mångfliksmott, (Alucitidae). Inga underarter finns listade i Catalogue of Life.